# Not a Bad Thing
Not a Bad Thing est une chanson de Justin Timberlake, sortie le 24 février 2014 en tant que 3e single de l'album The 20/20 Experience: 2 of 2.